# Микеев, Анатолий Кузьмич
Анатолий Кузьмич Микеев (24 февраля 1929, Тростянец — 9 марта 2023, Москва) — советский организатор пожарной охраны и педагог, доктор экономических наук (1991), профессор (1993). Начальник Главного управления пожарной охраны МВД СССР (1984—1992), генерал-лейтенант внутренней службы (1987), Заслуженный деятель науки Российской Федерации (1996).

## Биография
Родился 24 февраля 1929 года в городе Тростянец, УССР в семье служащего.
С 1949 года после окончания Харьковского пожарно-технического училища МВД СССР помощник начальника пожарной команды. С 1955 года инженер, начальник отделения, заместитель начальника и начальник отдела, до 1980 года заместитель начальника ГУПО МВД СССР. В 1956 году окончил Всесоюзный заочный электротехнический институт связи .
В 1955 году перешел работать в Главное управление пожарной охраны (ГУПО) МВД РСФСР, где занимал должности от инженера до заместителя начальника ГУПО МВД РСФСР (1966—1980).
С августа 1980 по июль 1984 — начальник Всесоюзного научно-исследовательского института противопожарной обороны МВД СССР. С 1980 года член редколлегии журнала «Пожарное дело».
С 1984 по 1992 год — начальник Главного управления пожарной охраны МВД СССР.
Участник ликвидации аварии на Чернобыльской АЭС. С 1985 года вице-президент Международного технического комитета по предупреждению и тушению пожаров.
С 1985 по 1997 год — преподаватель Высшей инженерной пожарно-технической школы МВД СССР и Академии МВД.
Академик РАЕН (1996), академик и почётный член Национальной академии наук пожарной безопасности (1997), академик Российской академии предпринимательства (1999), академик Всемирной академии наук комплексной безопасности (2005). Заслуженный профессор Академии управления МВД России.
Автор 165 научных работ, 7 монографий и соавтор 3 изобретений.
Награжден орденами Трудового Красного Знамени (1986), Красной Звезды (1989), «Знак Почета» (1981), знаком «Заслуженный работник МВД СССР», 12 медалями, Почетной грамотой Президиума ВС РСФСР (1967), Почетной грамотой Президиума ВС Грузии (1985), Почетным знаком РАЕН «За заслуги в развитии науки и экономики» (1999), лауреат премии МВД России «За лучшее произведение литературы и искусства о деятельности органов, подразделений, служб МВД» (2002).
Скончался 9 марта 2023 года на 95-м году жизни. Похоронен на Митинском кладбище.